# Misurina-tó
A Misurina-tó (olaszul: Lago di Misurina) egy természetes eredetű tó Észak-Olaszországban, a Dolomitokban. Belluno megyében, az Ansiei-völgyben. Közigazgatásilag az Auronzo di Cadore községhez tartozó Misurina településrészben található, 1745 méteres tengerszint feletti magasságban.

## Fekvése
A tó nyugati oldalán vezet az SS48bis jelzésű országos főútvonal, fölötte a Cristallo-hegycsoport sziklái. A keleti oldalon tornyosuló Cadini-szirtekre sífelvonók és (könnyebb és nehezebb) túraösvények és mászóutak vezetnek, többek között az Aldo Bonacossa-ösvény. A tótól északra magasodik a Dolomitok leghíresebb hegyalakulata, a Drei Zinnen (Tre Cime di Lavaredo) hármas sziklahegy. Délen a távolban a Sorapiss szikláit láthatjuk.

## Vonzereje
A tó körüli mikroklíma – az alacsony páratartalom és az antigének alacsony koncentrációja miatt – nagyon jót tesz a légúti megbetegedésben szenvedőknek. A tó mellett egy asztmás gyermekekre specializálódott intézet található (Instituto Pio XII), az olasz királyi család hajdani nyári rezidenciájában.
A tél nagy részében a tó be van fagyva, jegén lovaspóló-bajnokságokat rendeznek. Télen síelők kedvelt úticélja, 25 kilométernyi lesikló-pálya és két sífutó-pálya található a szomszédságában. Nyáron túrázók, hegymászók, hegyi kerékpárosok és horgászok keresik fel a környéket. A tó partján 10 szálloda is található, kb. 500 ággyal.

## Fordítás
- Ez a szócikk részben vagy egészben  a   Lago di Misurina című olasz Wikipédia-szócikk ezen változatának fordításán alapul.  Az eredeti cikk szerkesztőit annak laptörténete sorolja fel. Ez a jelzés csupán a megfogalmazás eredetét és a szerzői jogokat jelzi, nem szolgál a cikkben szereplő információk forrásmegjelöléseként.